# The Doors (фільм)
The Doors (укр. «Двері») — кінофільм, в основу якого покладено історію відомого та впливового американського рок-гурту 1960-х років «The Doors».

## Сюжет
Цей фільм є екранізацією біографії соліста групи «The Doors», американського музиканта Джима Моррісона — від студентських років у кіноакадемії в Лос-Анджелесі й до моменту смерті у Парижі 1971 у віці 27 років.[1] Від початку кінострічки Олівер Стоун показує цілу сюжетну смугу, що проходить повз життя Моррісона — починаючи з дитячих спогадів, де герой бачить індіанця, що помирає на узбіччі дороги, та прибуття Джима Моррісона до Каліфорнії, де він інтегрується в культуру Веніс Біч у часи свого студентства, а також сцени знайомства його зі своєю майбутньою подругою Памелою Курсон.[2] Фільм характеризується силою гри Вела Кілмера, який вирізняється не тільки зовнішньою подібністю до реального Джима Моррісона, а й схожим голосом, внаслідок чого більшу частину пісень виконав сам актор.[1]

## Цікаві факти
- Першим кандидатом на отримання ролі Джима Моррісона був британський рок-співак Айан Естбері (Ian Astbury), другим був Вел Кілмер. Давній фанат гурту The Doors Маклахлан заявляв, що хоче зіграти Моррісона, але погодився на роль Манзарека після того, як було обрано Кілмера.

- Роббі Крігер, Джон Денсмор та Патриція Кенеллі були технічними радниками фільму. Однак члени гурту були невдоволені кінцевим варіантом фільму та піддавали режисера критиці за те, що той зображає Моррісона як неконтрольованого соціопата.

- Фільм містить більш ніж 20 пісень Дорз, а вокал Кілмера безпосередньо накладений на оригінальні записи гурту. Кілмер так точно виконував пісні Джима Моррісона, що навіть колишні члени гурту The Doors іноді не могли відрізнити його виконання від оригінальних записів.

- Джим зустрів Памелу Курсон у «London Fog», коли Дорз грали там, а не на вулиці, як показано у стрічці.

- Коли у фільмі Моррісона просять змінити нецензурний текст у пісні Light My Fire для виступу у «Шоу Еда Саллівана» («Ed Sullivan Show»), то він явно ігнорує прохання через бунтарство. Насправді Моррісон наголошував, що це була випадковість — він хотів змінити текст, але був настільки схвильований виконанням у прямому ефірі по телебаченню, що забув це зробити.

- Знамениту фотографію Джима Моррісона з оголеним торсом (на обкладинці альбому «Best of The Doors», 1998) зробив Жоель Бродський, а не Глорія Ставерс, як показано у фільмі.

- На початку своєї кар'єри Олівер Стоун особисто познайомився з Джимом Моррісоном незадовго до його смерті.

- Реклама з піснею «Light My Fire» насправді не вийшла, оскільки Моррісон не дав згоди компанії «Buick» на її використання.[3]

## Номінації
Після виходу на широкий екран фільм був номінований на премію "Золотий «Святий Георгій» (1991), а Вел Кілмер — на премію каналу MTV (1992) за найкращу чоловічу роль.[4]

## Ролі виконують
- Вел Кілмер — Джим Моррісон
- Кевін Діллон — Джон Денсмор
- Кайл Маклахлан — Рей Манзарек
- Френк Вейлі — Роббі Крігер
- Мег Раян — Памела Курсон
- Кріспін Гловер — Енді Воргол
- Джош Еванс — Білл Сайдонс
- Майкл Медсен — Том Бейкер
- Денніс Берклі — Собака
- Біллі Айдол — Кіт
- Майкл Вінкотт — Пол Ротшильд
- Кетлін Квінлен — Патрісія Кенеллі
- Флойд Вестерман — Індіанський дух
- Стів Рівіс — індіанець у пустелі
- Мімі Роджерс — фотограф

## Саундтреки
- The Movie (Jim Morrison)
- Riders On The Storm (The Doors)
- Hello, I Love You (The Doors)
- Love Street (The Doors)
- Moonlight Drive (The Doors, performed by Val Kilmer)
- Break On Through (The Doors)
- Light My Fire (The Doors)
- The Crystal Ship (The Doors)
- My Wild Love (The Doors, performed by Val Kilmer, Kyle MacLachlan, Frank Whaley, Kevin Dillon)
- The End (The Doors)
- Alabama Song (Kurt Weill / Bertolt Brecht, performed by The Doors)
- Heroin (Lou Reed, performed by The Velvet Underground)
- Strange Days (The Doors)
- Not to Touch The Earth (The Doors)
- Love Me Two Times (The Doors)
- Wild Child (The Doors)
- The Soft Parade (The Doors)
- Roadhouse Blues (The Doors)
- End of The Night (The Doors)
- Back Door Man (Willie Dixon / Chester Burnett, performed by The Doors)
- You're Lost Little Girl (The Doors)
- People Are Strange (The Doors)
- When The Music's Over (The Doors)
- Touch Me (The Doors)
- Five To One (The Doors)
- Dead Cats, Dead Rats (The Doors)
- L.A. Woman (The Doors)
- Venus In Furs (Lou Reed, performed by The Velvet Underground)
- Severed Garden (Jim Morrison)
- Indian Summer (The Doors)
- Everytime I Wanna Make Love (Harmonica Fats)
- California Sun (Morris Levy / Henry Glover)
- Ghost Song (Jim Morrison, performed by The Doors)
- Kiowa Gourd Dance Song (performed by Roland Horse, Billy Hunting Horse, Helen Horse and Dorita Hunting Horse)
- Hang On Sloopy (Wes Farrell / Bert Russell, performed by The McCoys)
- Time Has Come Today (Joseph Chambers / Willie Chambers, performed by The Chambers Brothers)
- Who's Walking Away (Olivia Barash)
- She's About A Mover (Doug Sahm, performed by Sir Douglas Quintet)
- Carmina Burana (by Carl Orff)
- Albinoni Adagio